# Rivendell
Rivendell (sin. Imladris) – siedziba elfów ze stworzonej przez J.R.R. Tolkiena mitologii Śródziemia, znana jako dom Elronda z fabuły Hobbita i Władcy Pierścieni. W mitologii Śródziemia odgrywa rolę bezpiecznego miejsca, w którym pielęgnuje się tradycje i dawną wiedzę.
Rivendell przedstawiono w filmach animowanych Ralpha Bakshiego (Władca Pierścieni), Arthura Rankina Jr. i Jules’a Bassa (Hobbit, Powrót Króla) oraz w filmowych trylogiach Petera Jacksona Władcy Pierścieni i Hobbicie. Liczne doń nawiązania występują w różnorodnych formach: jego nazwa jest nadawana utworom muzycznym i literackim, przedsięwzięciom i wydarzeniom, a także przedsiębiorstwom; jest tematem utworów zarówno fanowskich, jak i profesjonalnych, pojawia się także w grach komputerowych.

## Nazwy
Nazwa Rivendell jest angielską kalką sindarińskiego Imladris, co tłumaczy się na polski jako Głęboka Dolina w Rozpadlinie Gór. Oryginalnie w westronie, tłumaczonym na angielski, nazwa tego miejsca brzmiała Karningul, co znaczy Wcięta dolina lub Wyrąbana dolina.
Rivendell zwane było także Ostatnim Przyjaznym Domem (w angielskim oryginale – The Last Homely House) i Ostatnim Przyjaznym Domem na wschód od Morza (The Last Homely House East of the Sea). W Hobbicie zostało także nazwane Pierwszym Przyjaznym Domem, kiedy Bilbo i Gandalf wracali po pokonaniu Smauga. W przekładzie Jerzego Łozińskiego Rivendell występuje jako Tajar.

## Historia

### Druga Era
Rivendell zostało założone w 1697 roku Drugiej Ery przez Elronda i grupę Gwaith-i-Mírdain ocalałą po upadku Eregionu – stąd większość mieszkańców domu Elronda była Eldarami (m.in. Gildor, Glorfindel i Erestor) i przynajmniej niektórzy znali quenyę. Dwa lata później reszta Eriadoru została zaatakowana przez Saurona, a Rivendell opierało się oblężeniu do roku 1701, kiedy armia wysłana przez Tar-Minastira odbiła zachodnią część Śródziemia.
Wtedy też w Rivendell odbyło się spotkanie, w którym wzięli udział m.in. Gil-galad, Galadriela i Elrond. Tolkien określił to grono jako „pierwszą Białą Radę”. Uczestnicy tego zebrania postanowili, że Imladris zostanie twierdzą elfów we wschodnim Eriadorze (i przejmie tę funkcję od Eregionu). Gil-galad przekazał Elrondowi Vilyę, jeden z trzech Pierścieni Władzy należących do elfów, którego odtąd Elrond używał dla zapewnienia bezpieczeństwa swojej siedzibie i zachowania jej piękna. Jednocześnie Elrond został namiestnikiem Gil-galada w Eriadorze.
W roku 3431 w ramach Ostatniego Sojuszu Gil-galad i Elendil zebrali w Rivendell swoje armie. Stamtąd trzy lata później wyruszyli na wojnę w kierunku Mordoru, by zetrzeć się z siłami Saurona.

### Trzecia Era
W drodze powrotnej do Eriadoru Isildur został pokonany w bitwie na Polach Gladden, a wraz z nim zginęli jego trzej starsi synowie. Najmłodszy – Valandil – został z matką w Rivendell na czas wojny z Sauronem, gdzie w 3 roku Trzeciej Ery otrzymał wiadomość o śmierci ojca i braci. Dowodem były ocalałe szczątki Narsila.
Rivendell zostało prawdopodobnie po raz kolejny oblężone pod koniec XIV lub na początku XV wieku Trzeciej Ery, w trakcie wojen Arthedainu z Angmarem. W 1409 roku, gdy centrum działań wojennych znajdowało się w Cardolanie, z Rivendell oraz Lothlórien ruszyły posiłki dla obrońców Tyrn Gorthad.
Po śmierci Arvedui i upadku Arthedainu, dynastia królewska przetrwała. Wnuk Arvedui, Arahael, wychowywał się w Rivendell, podobnie jak dwa tysiące lat wcześniej jego przodek, Valandil. Wtedy to Elrond wziął na przechowanie dziedzictwo linii Isildura: kopię Elendilmira wykonaną dla Valandila, resztki Narsila, berło Annúminas i pierścień Barahira. Od tamtej pory przyjęło się, że synowie wodzów Dúnedainów spędzali dzieciństwo w Rivendell. Tam też wychowywał się Aragorn II, a po tym, jak w wieku 20 lat otrzymał pierścień Barahira i szczątki Narsila, poznał Arwenę i wyruszył na wyprawy po kontynencie Śródziemia, miał jednak w zwyczaju powracać do Imladris.
W 2851 roku Trzeciej Ery Rivendell było miejscem posiedzenia Białej Rady (drugiego, po spotkaniu założycielskim w 2463), na którym Gandalf przekonywał pozostałych członków Rady do przeprowadzenia ataku na Dol Guldur. Przeważyła wtedy przeciwna opinia Sarumana.
W roku 2941 do Ostatniego Przyjaznego Domu przybyła Kompania Thorina. Jednym z celów wyprawy na Erebor, założonym przez Gandalfa, było zabezpieczenie Imladris i Lothlórien przed możliwym zniszczeniem przez Smauga. 61 lat później w domu Elronda osiadł przeszło stujedenastoletni Bilbo Baggins, gdy postanowił zakończyć swe podróże. To wtedy zajął się spisywaniem wiedzy przekazywanej mu przez elfów.
W 3018 roku Glorfindel przywiózł do Rivendell Froda Bagginsa niosącego Jedyny Pierścień, a Elrond zapobiegł atakowi Upiorów Pierścienia na Imladris, topiąc ich konie w zburzonych wodach Bruinen. Pięć dni później odbyła się narada z udziałem niezależnie przybyłych posłów Wolnych Ludów (wszystkich wolnych ras Śródziemia), na której postanowiono zniszczyć Jedyny Pierścień. Następnie Elrond wyznaczył skład Drużyny Pierścienia i polecił przekuć szczątki Narsila w nowy miecz, który Aragorn przyjął i nazwał Andúrilem.
W Dzień Środka Roku 3019 w Minas Tirith Aragorn poślubił Arwenę, a Elrond zwrócił mu ostatni przedmiot ze spuścizny królów Dúnedainów, przechowywane od ponad tysiąca lat w Rivendell berło Annúminas. Po tym wydarzeniu większość członków Drużyny Pierścienia wyruszyła do swych ojczystych stron. W drodze powrotnej do Shire’u, Frodo, Gandalf i pozostali hobbici, zatrzymali się na pewien czas w Rivendell, nim podjęli dalszą podróż.

### Czwarta Era
Po Wojnie o Pierścień Elrond zdecydował, że opuści Śródziemie i wypłynie do Eldamaru. Razem z nim wyruszyła duża część mieszkańców jego domu; Władca Pierścieni wymienia z imienia Bilba Bagginsa oraz Gildora.
W początkowych latach Czwartej Ery w Rivendell mieszkali Elladan i Elrohir, dołączył do nich Celeborn. W tym okresie od czasu do czasu Imladris odwiedzał Meriadok Brandybuck zbierając dane do swojej Kroniki Lat. Wiadomo, że Celeborn ostatecznie opuścił Śródziemie. Nieznana jest decyzja Elladana i Elrohira. Dodatek A. Kroniki królów i władców stwierdza jedynie, że w 120 roku Czwartej Ery, gdy umierał Aragorn, „nikt już się nie przechadzał po ogrodzie Elronda”.

## Położenie geograficzne

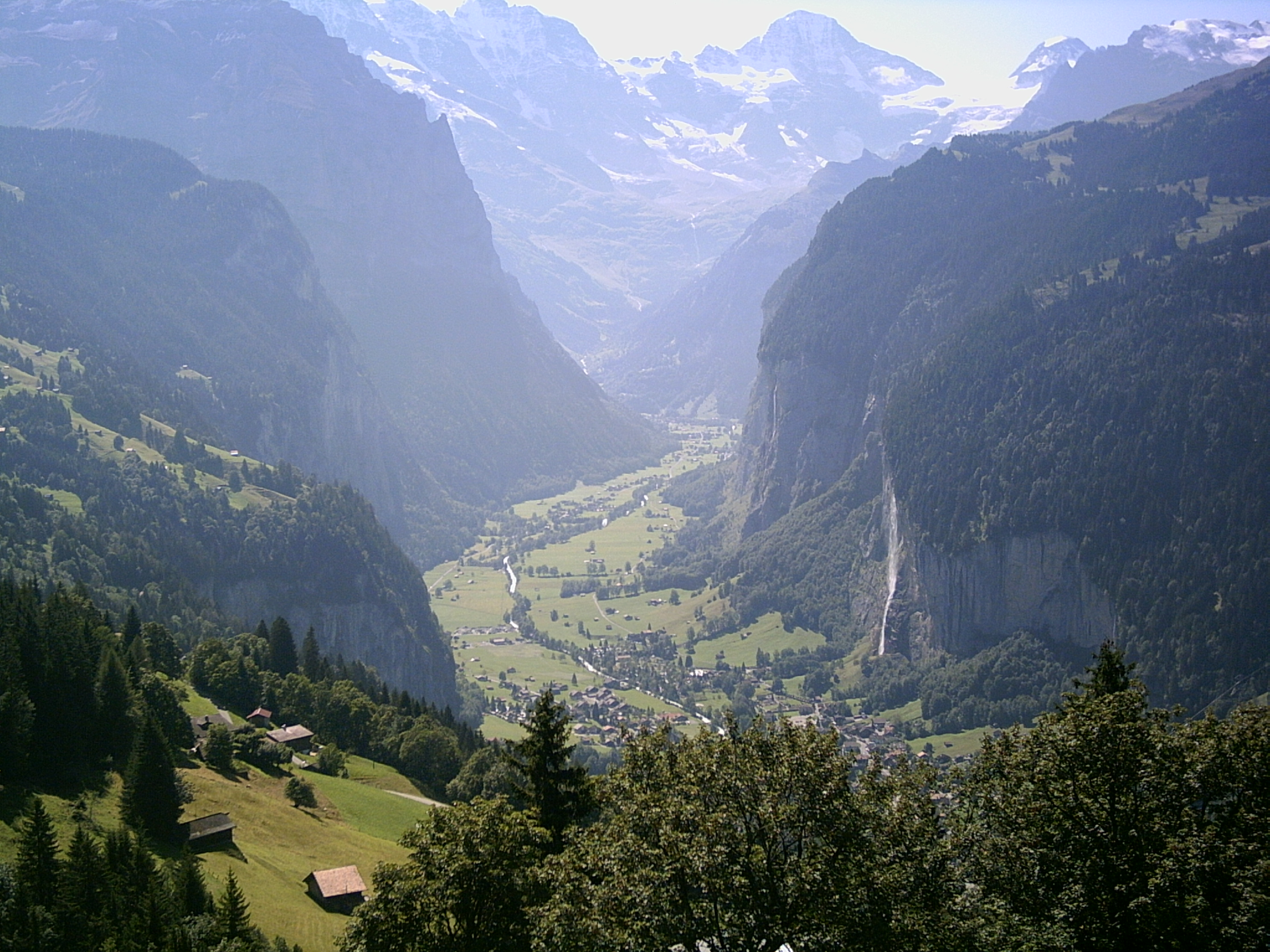
Lauterbrunnental i wodospad Staubbach

Rivendell było położone na wschodnim krańcu Eriadoru, w głębokiej, ukrytej dolinie o stromych stokach u podnóża Gór Mglistych. Dolinę tę porastały buki, dęby i sosny. Do domu Elronda prowadziła tylko jedna droga, przez wąski kamienny most przerzucony nad bystrymi ciekami górskimi tworzącymi rzekę Bruinen. Po drugiej stronie mostu długa, stroma ścieżka prowadziła na stepową wyżynę porośniętą wrzosami. Na niej znajdował się Bród Bruinen, a dalszy szlak stanowił odcinek Wielkiego Gościńca Wschodniego. Lokalizacja siedziby Elronda jest zaznaczona jest na mapie Dzikich Krajów w Hobbicie, jak i na mapach dołączonych do Władcy Pierścieni. Oparła się na nich Karen Fonstad opracowując własną mapę Gór Mglistych, ponadto na bazie fragmentów obu powieści, jak i rysunków Tolkiena przedstawiających Rivendell, pokusiła się o rozrysowanie mapy samej doliny.
W zamierzeniu Tolkiena szerokość geograficzna Imladris odpowiada szerokości geograficznej Oksfordu (dla porównania – położenie Minas Tirith ma odpowiadać położeniu Florencji). Koresponduje to z konstrukcją kalendarza stosowanego przez mieszkańców Rivendell, którzy na podstawie obserwacji zmian w roślinności dzielili rok na sześć pór: wiosnę (qya. tuilë, sin. ethuil), lato (qya. lairë, sin. laer), jesień (qya. yávië, sin. iavas), szarugę (qya. quellë lub lasse-lanta, „opadanie liści”, sin. firith lub narbeleth, „zanikanie Słońca”), zimę (qya. hrívë, sin. hrîv) oraz przedwiośnie (qya. coirë, sin. echuir), z czego lato i zima były dłuższe, niż pozostałe pory.
Lokalizacja Imladris zainspirowana została doliną Lauterbrunnental w Szwajcarii, którą Tolkien odwiedził w roku 1911, mając 19 lat. Widać to szczególnie na rysunkach wykonanych przez Tolkiena, które Marie Barnfield porównała ze zdjęciami fotograficznymi doliny, omawiając podobieństwa obu tych miejsc. Wedle jej analizy mają taką samą budowę: głębokiego jaru ze stromymi zboczami, o identycznej strukturze urwisk tworzących ściany skalne. Ponadto w podobnych miejscach usytuowane są mosty, rzeki mają ten sam bieg, nawet lokalizacja domu Elronda i ukształtowanie terenu wokół niego odpowiada budynkowi Starego Młyna w Lauterbrunnental. Jeszcze jednym z nawiązań do Lauterbrunnental jest nazwa rzeki płynącej przez Rivendell: Loudwater (sin. Bruinen, w polskich przekładach Grzmiąca Woda).

## Opis domu
Dom Elronda, jak zauważają badacze twórczości Tolkiena, w żadnej z jego książek nie został szczegółowo opisany, szczególnie w zakresie kształtu i stylu. Praktycznie jedyną wskazówką są jego rysunki, które jednak i między sobą różnią się w pewnych szczegółach. Opierając się na nich i informacjach z powieści K. Fonstad stworzyła prosty plan całej budowli. Zdaniem Paula Kochera Ostatni Przyjazny Dom z Hobbita nie przypomina tego z Władcy Pierścieni, który określa mianem pałacu. Może on sprawiać wrażenie małego budynku, choć Wayne Hammond i Christina Scull stwierdzają, że zależy to od wyobraźni czytelnika, w której równie dobrze może być to przestronne domostwo.
Na podstawie Władcy Pierścieni można stwierdzić, że domostwo Elronda było znacznej wielkości, składało się z wielu pokoi i sal. Samwise Gamgee tak opisywał to miejsce: „to bardzo duży dom i bardzo dziwny. Coraz to coś nowego się odkrywa i nigdy nie wiadomo, jaka niespodzianka czeka za zakrętem”. Siedziba składała się także z tarasów i ogrodów. We Władcy Pierścieni pojawia się m.in. wielka sala, w której zorganizowano ucztę po przebudzeniu się Froda, połączona szerokim korytarzem z Salą Kominkową (Hall of Fire), w której nie było stołów, a jedynie duży kominek. Jedynym źródłem światła był ogień w palenisku utrzymywanym nieustannie przez cały rok. W tej sali w dni świąteczne wykonywano pieśni i przekazywano opowieści, zaś na co dzień było to miejsce cichego odpoczynku. K. Fonstad na bazie wzmianek w powieści uważa, że obie te sale były usytuowane blisko głównego wejścia. Ponadto stwierdza, że pokój Froda znajdował się na piętrze, a dzwony, które wzywały na ucztę, naradę, oznajmiały południe, mogły znajdować się w centralnej wieży domu, widocznej na niektórych rysunkach Tolkiena. Narada, na której postanowiono o losie Jedynego Pierścienia, odbyła się na ganku mieszczącym się we wschodniej części domu, położonym nad rzeczną skarpą. Ponadto w dolinie, w sąsiedztwie domu, znajdowały się budynki stajni i kuźni.

## Charakterystyka
W fabule Hobbita i Władcy Pierścieni Rivendell pełniło rolę miejsca przyjaznego i bezpiecznego. Władca Pierścieni podaje, że według Bilba Bagginsa było to odpowiednie miejsce do „jedzenia, spania, słuchania opowieści, śpiewania oraz siedzenia i rozmyślania”, a zamieszkiwanie w Rivendell leczyło ze „zmęczenia, lęku i smutku”. Być może po części działo się tak za sprawą Vilyi, pierścienia Elronda. Prawdopodobnie dzięki jego mocy pan Rivendell mógł kontrolować pogodę w dolinie, łagodząc jej skrajności, ponadto w jakimś stopniu spowalniać bieg czasu. W Powrocie króla po zakończeniu Wojny o Pierścień Bilbo Baggins zaintonował piosenkę A droga wiedzie w przód i w przód… z zakończeniem „światło gospody wzywa mnie, prześpię się i odpocznę tam”. Tom Shippey podaje, że bezpośredni kontekst oznacza bezpieczne Rivendell, chociaż może także oznaczać śmierć. W czasie tego pobytu, jak podaje Tolkien w Listach, Frodo zaczął myśleć o wypłynięciu na Zachód.
Według słów Gandalfa w Sali Kominkowej można było usłyszeć „wiele pieśni i opowieści”, które tworzyły senny nastrój. Wiadomo, że tam Bilbo zaprezentował swój poemat o Eärendilu, ojcu Elronda, tam też elfowie śpiewali tam hymn A Elbereth Gilthoniel. W liście do Miltona Waldmana Tolkien opisuje Rivendell jako „coś w rodzaju zaczarowanego sanktuarium” symbolizującego także Wiedzę, miejsce rozpamiętywania tradycji. W tym samym liście podaje informację, że elfowie z Rivendell (a także poddani Gil-galada i mieszkańcy Eregionu) kierując się pragnieniem zachowania „pokoju, szczęśliwości i idealnych wspomnień”, a jednocześnie utrzymania prestiżowej pozycji (w porównaniu do ludzi i krasnoludów) stali się „opętani myślą o zaniknięciu” i „smutni, a ich sztuka – antykwaryczna”.
Matthew Dickerson stwierdza, że Rivendell, podobnie jak wiele elementów mitologii Tolkiena, stopniowo się rozwijało. Jego zdaniem w tym przypadku elementem rozróżniającym dom Elronda w Hobbicie i Władcy Pierścieni jest nastrój i detale, szczególnie zaś wyobrażenie elfów. Te z pierwszej powieści zachowują się momentami niedorzecznie, w kontynuacji zaś to poważne i potężne istoty. Ich siedziba w Rivendell nie jest tylko Ostatnim Przyjaznym Domem, lecz miejscem znanym z mądrości i mocy, jednym z ważnych punktów oporu przeciw Sauronowi. Elementem stałym w obu powieściach dla Rivendell jest pełnienie funkcji schronienia.
Claire Jardillier porównała Rivendell do Val sans Retour z legend arturiańskich: „obydwa przypadki wiążą się z doliną rządzoną przez magiczną postać – Elronda lub Morganę – której moce utrzymują dolinę z dala od wszelkich napaści”.
Tolkien w liście do Forresta J. Ackermana przestrzega przed myleniem Rivendell z Lothlórien i krytycznie ocenia opisywanie Imladris jako „migotliwego lasu”.

## Odniesienia w kulturze i życiu codziennym

### Wykorzystanie nazwRivendelliImladris
W liście do Raynera Unwina Tolkien wyraził chęć chronienia prawem autorskim nazw własnych z mitologii Śródziemia, ponieważ negatywnie oceniał nieskrępowane, niekonsultowane nadawanie różnorodnym obiektom nazw wymyślonych na potrzeby mitologii; odniósł to do nadania nazwy Cienistogrzywy wodolotowi. Wymienił przykład licznego nadawania nazw Rivendell i Imladris domostwom. W liście do Meriel Thurston zgodził się (mimo wątpliwości) na nadanie nazwy Rivendell stadu bydła.
Nawiązania do Rivendell występują w muzyce: nazwę taką nosi utwór z albumu Fly by Night kanadyjskiego zespołu rockowego Rush oraz utwór z albumu Najdalsze polskiego zespołu Wyspy Dobrej Nadziei. W albumie Taniec szkieletów Tomasza Budzyńskiego znalazł się natomiast kawałek „Radio Rivendell”. Natomiast duński zespół The Tolkien Ensemble nagrał trzy albumy, za zgodą Tolkien Estate, z własnym wykonaniem pieśni i wierszy z Władcy Pierścieni. Kolejne płyty noszą tytuły: An Evening in Rivendell, A Night in Rivendell, At Dawn in Rivendell.
Anglojęzyczne Radio Rivendell jest natomiast internetową, niekomercyjną, non-profit rozgłośnią radiową prezentującą muzykę fantasy.
Krakowski konwent miłośników fantastyki nosi nazwę Imladris. Od 2005 roku działa Bractwo Rivendell, polska grupa fanów twórczości Tolkiena.
Kalifornijski producent sprzętu rowerowego przyjął nazwę Rivendell Bicycle Works, nawiązując jednocześnie do producenta plecaków, Rivendell Mountain Works.

### Ekranizacje

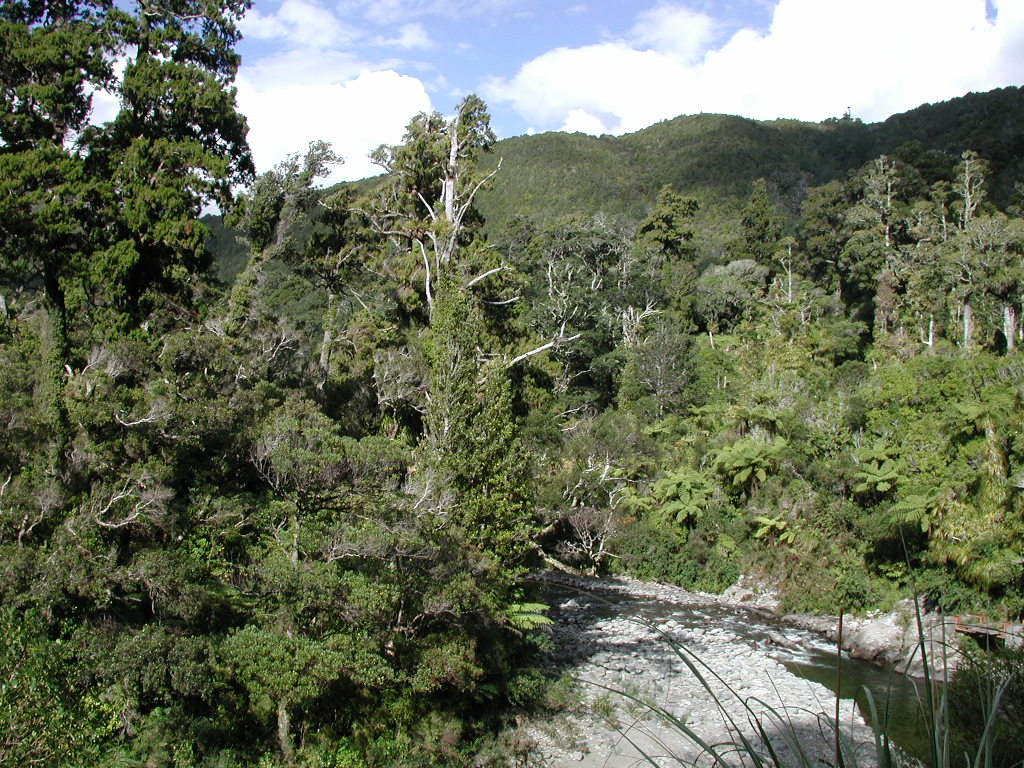
Rzeka Hutt w Parku Narodowym Kaitoke

Pierwsza ekranizacja Władcy Pierścieni z 1978 roku w reżyserii Ralpha Bakshiego także przedstawia Rivendell. Jego krajobrazy są w całości animowane, w odróżnieniu od licznych ujęć wykonanych w technice mieszanej, łączącej ruch żywych postaci i animację. Sam reżyser mówił, że dla niego Imladris to głębokiej barwy, stare drewno, bardzo wiktoriańskie, Wiedeń z przełomu wieków. Negatywnie oceniony został wyjątkowo krótki – w porównaniu do książkowej objętości – przebieg narady u Elronda.
Animowane filmy telewizyjne Hobbit (1977) i Powrót Króla (1980) prezentują Rivendell w identyczny sposób, co wynikało z faktu, że oba wyreżyserowali Arthur Rankin Jr i Jules Bass. W przypadku drugiej z tych adaptacji fabuła filmu odchodzi od książkowego pierwowzoru. W jednej z początkowych jego scen przedstawiono Froda i Sama wędrujących do domu Elronda. Tam wraz z gospodarzem, Gandalfem, Merrym i Pippinem, uczestniczą w przyjęciu z okazji stu dwudziestych dziewiątych urodzin Bilba. W jego trakcie Frodo zaczyna opowiadać o swojej wyprawie, a minstrel z Gondoru wykonuje pieśni będące tłem do fabuły. Akcja filmu cofa do kolejnych wydarzeń, a wraca do Rivendell, gdy kończy się relacja hobbita.
W ekranizacjach Władcy Pierścieni i Hobbita reżyserii Petera Jacksona sceny ukazujące Rivendell kręcono w Kaitoke Regional Park w Upper Hutt (Nowa Zelandia). Nie upamiętniono w żaden sposób, że było to miejsce kręcenia filmów. W filmie Hobbit: Niezwykła podróż znalazła się scena (trzeciego z kolei) spotkania Białej Rady w Rivendell z dialogami w sindarinie i quenyi.
W filmach Petera Jacksona siedziba Elronda nie jest pojedynczym budynkiem, ale całym kompleksem budowli. Autorem koncepcji Rivendell był Alan Lee, na bazie jego rysunków wykonano makietę całego założenia, natomiast poszczególne wnętrza aranżowano w halach produkcyjnych, gdzie przygotowywano i inne scenografie. Sceny na tle całego domu powstawały w wyniku łączenia ujęć makiety, nieruchomych zdjęć, jak i malowanego tła, wykonanego przez Paula Lasaine’a, dyrektora artystycznego efektów wizualnych. Do tego jeszcze wkomponowano ruchomy obraz wodospadów. Dużą wagę przywiązano do gry światłami w celu urealnienia budowli, jak i podkreślenia charakteru tego miejsca jako bezpiecznego schronienia, oazy piękna, na szlaku bohaterów, którzy wędrują przez dzikie, ponure tereny. Ponadto materiał filmowy poddano cyfrowemu stopniowaniu koloru, w przypadku Rivendell mającemu tworzyć wrażenie wypełnienia doliny ostrym alpejskim światłem. Na potrzeby Hobbita do kompleksu, który „grał” we Władcy Pierścieni dodano miejsce posiedzenia Białej Rady. W przypadku wnętrz zadbano o przedstawienie domu Elronda jako miejsca przechowywania artefaktów i manuskryptów, dzieł nauki i sztuki. Lee i Daniel Reeve wykonali scenografię imitującą freski, na trzech z nich – przedstawiających Ost-in-Edhil, walkę Isildura z Sauronem oraz podróż Eärendila i Elwingi (rodziców Elronda) do Amanu – zamieścili napisy w tengwarze.

### Motyw Rivendell w kulturze
Dolina i dom Rivendell są tematem utworów profesjonalnych, jak i amatorskich. Ilustratorami, którzy poruszyli motyw Rivendell, są m.in. John Howe, Alan Lee i Ted Nasmith. Fani twórczości Tolkiena nawiązują do Imladris w swoich ilustracjach, wierszach i muzyce.
Najstarsze ilustracje ukazujące Rivendell są autorstwa samego J.R.R. Tolkiena. Pisarz wykonał je na potrzeby pierwszych wydań Hobbita. W książce wydanej w 1979 roku, zatytułowanej Pictures by J.R.R. Tolkien, znalazły się dwa szkice i jeden obraz akwarelowy przedstawiające tę dolinę. Zostały one zamieszczone w opublikowanej w roku 2011 pracy The Art of The Hobbit, wraz z sześcioma następnymi grafikami. Dziewięć ilustracji przedstawia dolinę Rivendell widzianą z zachodu, ze wschodu i z góry (od strony Wielkiego Gościńca Wschodniego) oraz dwa warianty domu Elronda: jeden niższy, dwuwymiarowy, z portykiem wspartym na pięciu kolumnach, drugi przestrzenny, trzykondygnacyjny, z większą liczbą okien, czterema skrzydłami i dziedzińcem. Na jednym szkicu, najbardziej schematycznym, dolina Rivendell została ukazana jako V-kształtna. W 2004 roku, z okazji pięćdziesięciolecia wydania Władcy Pierścieni, Royal Mail przygotowało serię znaczków z ilustracjami autorstwa Tolkiena, wśród których znalazł się widok Imladris.
Rivendell znalazła się w grach komputerowych, m.in. w Lego: Władca Pierścieni oraz Lego: Hobbit.